# Parque nacional de Tham Sakoen
El Parque nacional de Tham Sakoen es un área protegida del norte de Tailandia, en las provincias de Nan y Phayao. Se extiende por una superficie de 248,32 kilómetros cuadrados. Fue declarado en el año 1999.
Incluye ecosistemas de bosques. Tiene una altitud entre los 300 y los 1.752 msnm que se alcanzan en su pico más alto, el Yot Doi Chi.